# Deolinda Rodrigues Francisco de Almeida
Deolinda Rodrigues Francisco de Almeida; seudónimo Langidila; alias "Madre de la Revolución"; 10 de febrero de 1939 – 1968) fue una militante nacionalista, escritora y traductora angoleña que también enseñó, escribió poesía y trabajó como conductora de radio. Nació en una familia metodista, y recibió una beca para estudiar en Brasil. Rodrigues fue miembro del Movimiento Popular de Liberación de Angola (MPLA) y fue cofundadora de su sección femenina, la Organização da Mulher de Angola. Fue capturada, torturada y ejecutada por su apoyo a la creciente guerra de la Independencia de Angola. Un documental acerca de su vida fue difundido en 2014.

## Biografía
Rodrigues de Almeida nació en Catete el 10 de febrero de 1939. Sus padres eran maestros de escuela, tuvo cuatro hermanos. Se mudó a Luanda donde vivió con su primo, el poeta Agostinho Neto, quien más tarde sería el primer Presidente de Angola. Aunque fue educada en las escuelas misioneras de la Iglesia Metodista y aprendió a escribir y a traducir cuando era una niña pequeña, para los años 50 comenzó a cuestionar el paternalismo tanto de la Iglesia como de los gobernantes. En 1956, Rodrigues se unió al MPLA como traductora. Mientras estudiaba sociología en la Universidad Metodista de San Pablo en 1959, intercambió correspondencia con Martin Luther King Temiendo que podía ser extraditada de Brasil por la relación del Imperio portugués con sus colonias y su apoyo al creciente movimiento por la independencia de Angola, Rodrigues de Almeida se trasladó a los Estados Unidos al año siguiente y estudió en la Universidad Drew. Como aspiraba a ser una protagonista de la independencia de Angola, no terminó sus cursos y decidió dejar los Estados Unidos. En febrero de 1961 fue reclutada para participar en el ataque del MPLA a la Fortaleza de San Miguel, ganando el apodo de "Madre de la Revolución".
Rodrigues viajó a Guinea-Bisáu y a la República Democrática del Congo donde fue cofundadora de la Organização da Mulher de Angola, la división femenina del MPLA. Recibió entrenamiento militar como guerrillera en Kabinda, y se unión al Escadrón Kamy. Regresó a Angola en 1962. Como una líder revolucionaria, hizo campaña por los derechos humanos en Angola, se asoció con el Corpo Voluntário Angolano de Assistência aos Refugiados (CVAAR). En 1963, el gobierno expulsó a los líderes del MPLA, que se trasladaron a Brazzaville. Sus escritos en esa época muestran una creciente tendencia hacia el marxismo-leninismo y una conciencia dolorosa que su condición de mujer la hacía invisible aun cuando era parte de la conducción del movimiento revolucionario.
Empujado fuera de Brazaville, el MPLA se trasladó a la frontera con Cabinda en 1966, donde la lucha se intensificó a lo largo de dos años. Durante la lucha, Rodrigues de Almeida y otras cuatro mujeres (Engracia dos Santos, Irene Cohen, Lucrecia Paim, y Teresa Afonso) fueron capturadas por el grupo guerrillero União dos Povos de Angola (UPA) (más tarde, Frente Nacional para la Liberación de Angola) el 2 de marzo de 1968. Fueron torturadas y desmembradas vivas. Deolinda fue llevada a Kinkuzu, donde fue ejecutada en prisión.
Su diario fue publicado de manera póstuma en 2003 con el título Diário de um exílio sem regresso y sus cartas y correspondencia fueron publicadas en 2004 como Cartas de Langidila e outros documentos. En 2010 se filmó un documental sobre su vida filmado en Brasil, Angola y Mozambique. El documental fue producido a lo largo de cuatro años. Langidila—Diário de um exílio sem regresso (Langidila—Diario de un exilio sin regreso) fue estrenado en 2014 y relata la independencia de Angola desde la perspectiva de Rodrigues y de sus compañeros. En 2011, Marcia Hinds Gleckler, quien sirvió en la Iglesia Metodista en los 50, escribió una memoria en línea y un libro titulado Dear Deolinda acerca de la época en que se conocieron, y sus reflexiones acerca de ese tiempo.

## Obras seleccionadas
- Rodrigues, Deolinda (2003).  de Almeida, Roberto, ed. Diário de um exilio sem regresso (en portugués). Luanda, Angola: Editorial Nzila. ISBN 978-972-8-82314-6.
- Rodrigues, Deolinda (2004).  de Almeida, Roberto, ed. Cartas de Langidila e outros documentos (en portugués). Luanda, Angola: Editorial Nzila. ISBN 978-972-8-82378-8.